# Carlo von Boog

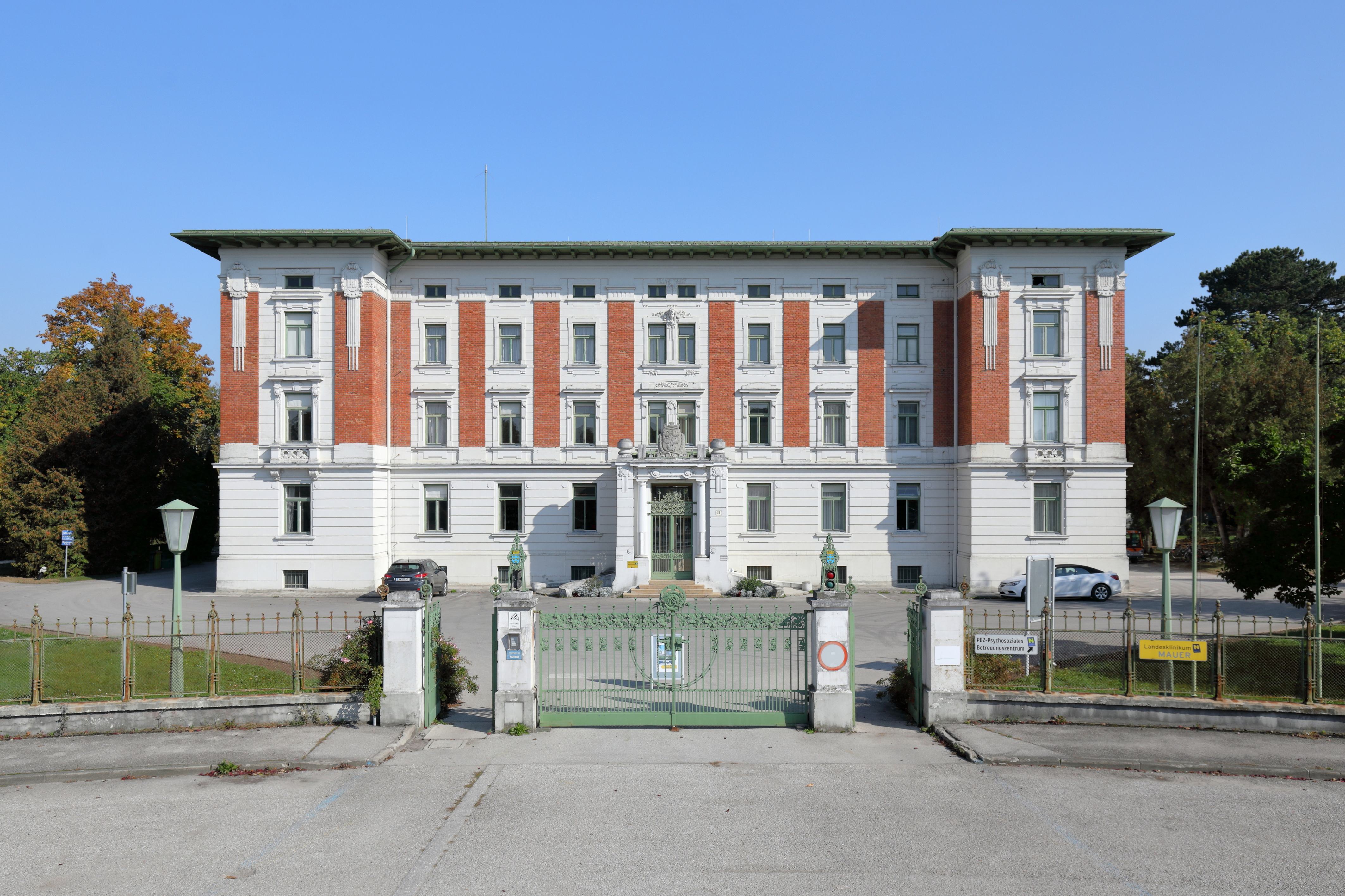
Verwaltungsgebäude des Landesklinikums in Mauer bei Amstetten von Carlo von Boog

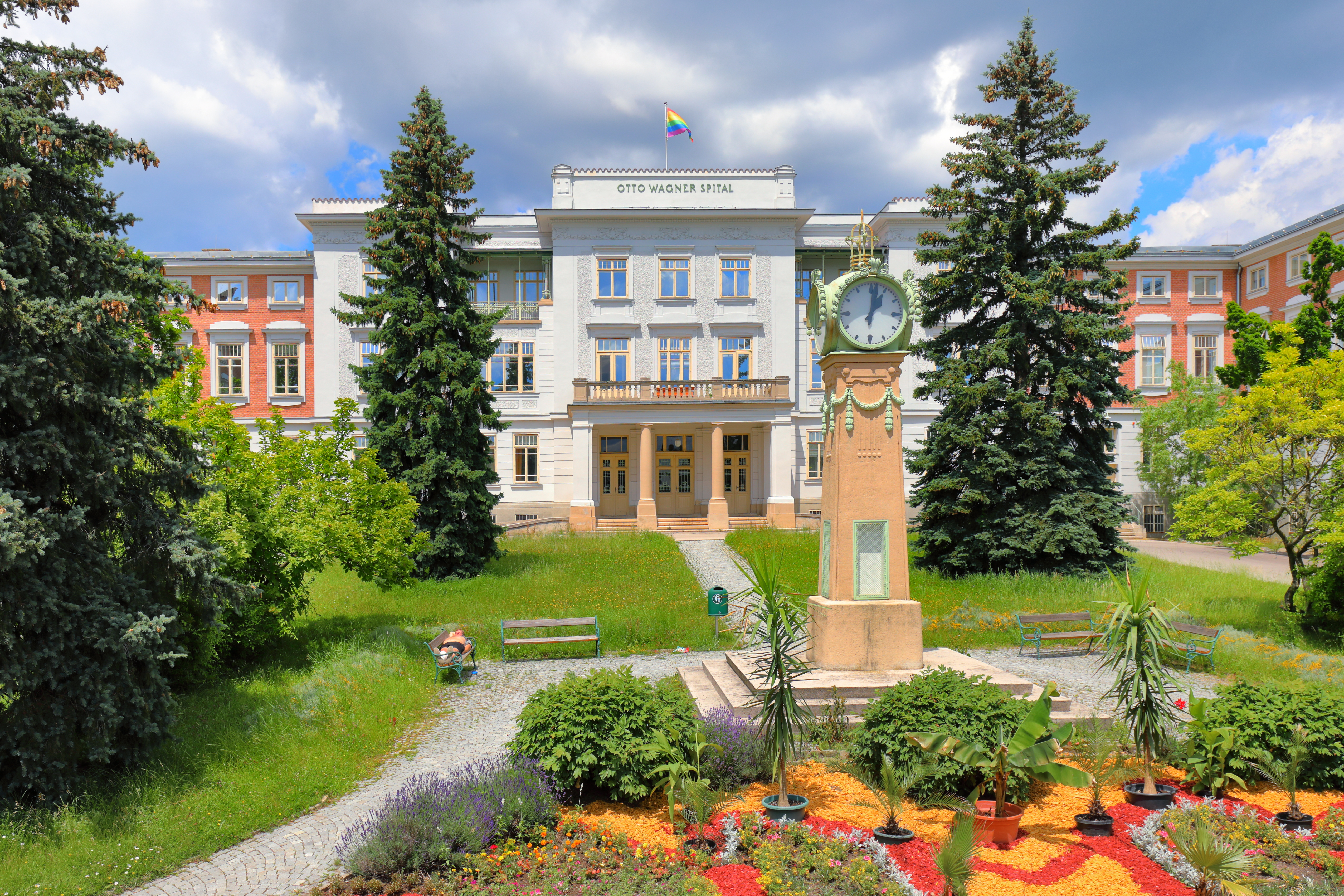
Klinik Penzing (Otto-Wagner-Spital)

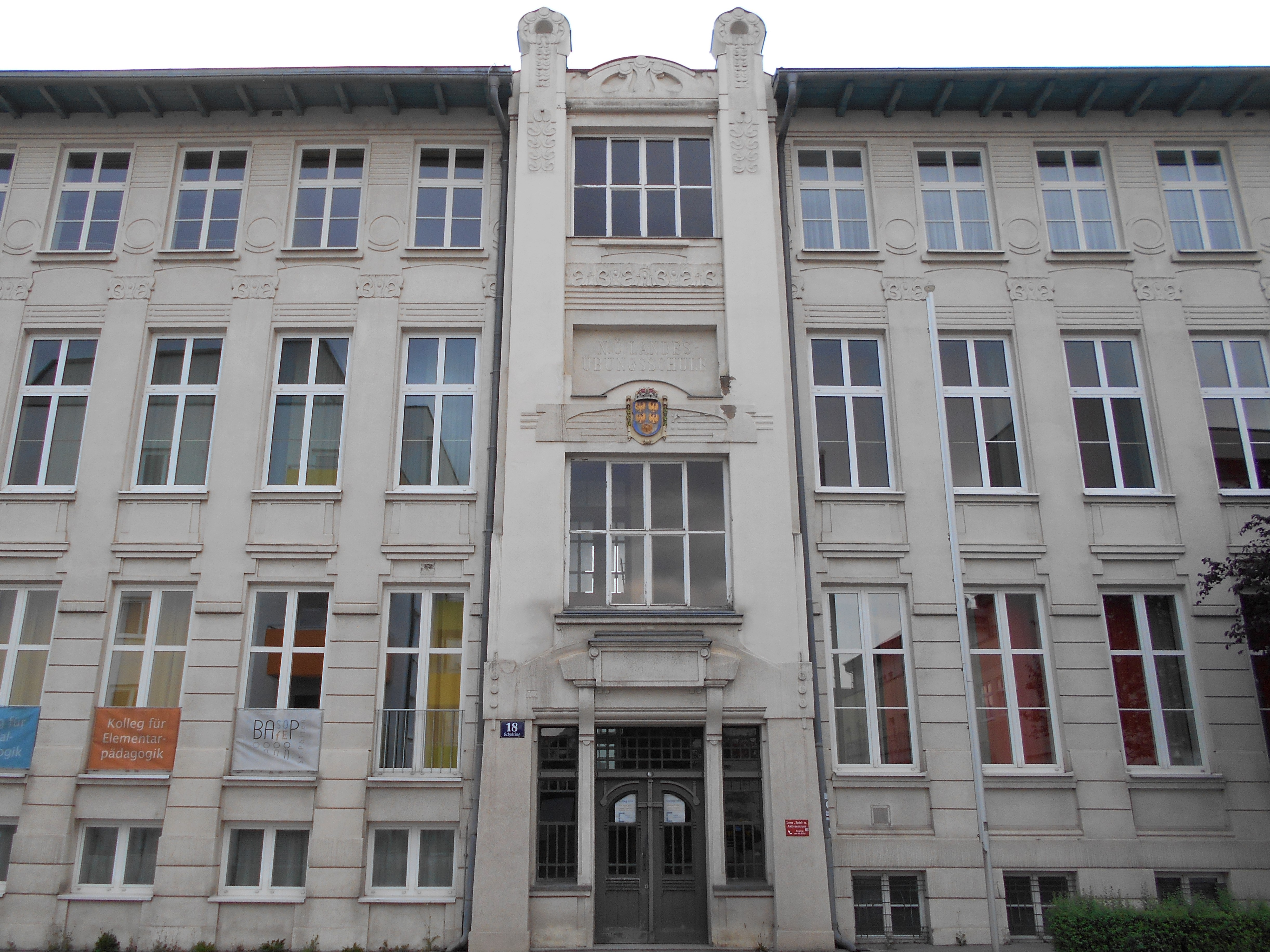
Die Bundesakademie für Sozialarbeit in Sankt Pölten, in einem stark von Otto Wagner und seiner Schule beeinflussten Stil 1900/01 erbaut

Carlo von Boog (* 1854 in Magenta (Lombardei); † 26. November 1905 in Wien als Carlo Boog) war ein österreichischer Architekt und k. u. k. Landesoberbaurat. Er wirkte zuletzt als Leiter des niederösterreichischen Hochbauamtes und gilt als namhafter Vertreter des Jugendstils.

## Leben
Carlo von Boog war der Sohn des österreichischer Polizeirates Wenzel Boog, welcher anlässlich seiner Pensionierung 1899 in den erblichen Adelsstand erhoben wurde. Daher trug auch der Sohn das „von“ seit seinem 45. Lebensjahr im Namen. Carlo von Boog verbrachte seine Kindheit im damals österreichischen Oberitalien. Er besuchte die Schule in Venedig, siedelte dann in die Hauptstadt Wien, um dort ein Ingenieurstudium an der Technischen Hochschule Wien zu absolvieren. Nach dem Studium war von Boog zunächst journalistisch für technische Fachblätter tätig.
Boog sammelte bei der Erweiterung der NÖ Landes-Irrenanstalt Kierling Gugging sowie der Anstalt in Allentsteig einschlägige Erfahrungen und wurde der Architekt und Projektleiter der Landesheil- und Pflegeanstalt für Geisteskranke in Mauer bei Amstetten, die von 1898 bis 1902 als Jugendstilbauwerk in der sogenannten Pavillon-Bauweise errichtet wurde. Carlo von Boog wurde außerdem mit der Planung der Niederösterreichischen Landesheil- und Nervenanstalt am Steinhof beauftragt, die allerdings erst rund zwei Jahre nach seinem Tod, am 8. Oktober 1907 eröffnet wurde. Dieses Krankenhaus wurde ebenfalls als Pavillonanlage konzipiert. Den Lageplan und die Kirche am Steinhof entwarf der Architekt Otto Wagner, während die Krankenpavillons, das berühmte Jugendstiltheater sowie die Verwaltungs- und Küchengebäude von Carlo von Boog und Franz Berger, dem Architekten der Frauenkliniken am Allgemeinen Krankenhaus der Stadt Wien 1904, geplant wurden. Bei der Planung führte von Boog heftige Auseinandersetzungen mit Wagner.
In niederösterreichischen Landesdiensten erwarb er Verdienste beim Brücken- und Straßenbau, die ihm die Ehrenbürgerschaft von mehr als 30 Gemeinden eintrugen. 1899 reichte von Boog das Patent mit der Nummer 4670 für „Betondecke mit Eiseneinlage aus Eisenträgern und hochkantig gestellten Flacheisen ohne gegenseitiger Verbindung“ ein. Für seine Mutter errichtete er in Kleinwien die „Villa Betonia“, im Jahre 1901 Österreichs erste aus Stahlbeton errichtete Villa.
Carlo von Boog blieb zeit seines Lebens Junggeselle. Neben seiner Mutter verbrachten auch seine vier jüngeren Brüder, darunter der spätere Feldmarschallleutnant der k.u.k. Armee Adolf von Boog und zwei Schwestern mit ihren Familien die Sommerfrische mit ihm in Kleinwien. Er war wie sein Vater Ritter des Franz-Joseph-Ordens. 
Carlo von Boog starb im Alter von 51 Jahren an einem Herzleiden. Schon bald nach seinem Tod war er vergessen und wurde erst in den Achtzigerjahren des 20. Jahrhunderts wiederentdeckt.